# Gondrin
Gondrin – miejscowość i gmina we Francji, w regionie Oksytania, w departamencie Gers.
Według danych na rok 1990 gminę zamieszkiwały 1042 osoby, a gęstość zaludnienia wynosiła 30 osób/km² (wśród 3020 gmin regionu Midi-Pireneje Gondrin plasuje się na 323. miejscu pod względem liczby ludności, natomiast pod względem powierzchni na miejscu 231.).